# Sobarocephala pictipennis
Sobarocephala pictipennis är en tvåvingeart som beskrevs av Kertesz 1903. Sobarocephala pictipennis ingår i släktet Sobarocephala och familjen träflugor.
Artens utbredningsområde är Surinam. Inga underarter finns listade i Catalogue of Life.